# جمال بدران
جمال بدران (ولد في حيفا عام 1909، توفي عام 1999)، فنان تشكيلي ونحات فلسطيني، يعد من رواد الحركة الفنية والتربوية في فلسطين قبل النكبة.

## حياته
التحق وهو في سن الثالثة عشرة بمدرسة «الحمزاوي» في مدينة القاهرة المصرية لمدة 5 سنوات ليكون من أوائل الدارسين الأكاديميين لفنون الرسم والزخرفة والخط العربي. إستدعاه المجلس الإسلامي الأعلى في القدس عام 1927 ليساهم بأعمال الصيانة والترميم للزخارف والكتابات الكوفية في المسجد الأقصى. كما عمل في مجال تدريس الفنون بالكلية العربية والمدرسة الرشيدية بالقدس.
أُوفد لدراسة الفنون والصناعات المركزية في لندن عام 1934، وبقي فيها ثلاثة سنوات صاقلاً مواهبه وخبرته في ميادين الخزف وطرق النحاس ورسم تصميمات الزخرفة الخاصة بالسجاد وأعمال التجليد. بعد حرب عام 1948 غادر فلسطين واستقر في دمشق وعمل في تدريس الفنون بمعاهد إعداد المعلمين.
تزوج في الخمسينيات من التربوية فاطمة علاء الدين التي كانت تدرس في دار المعلمات في رام الله، وله منها ابنة هي الفنانة التشكيلية سميرة بدران وابن هو المعماري راسم بدران.
أُوفد خبيراً لمنظمة اليونسكو في ليبيا وبقي فيها نحو عقد من الزمن، ثم عاد إلى رام الله عام 1963، حيث أسس مشغلاً للصناعات اليدوية والزخرفة والخط العربي. كلف جمال بدران بإعادة ترميم منبر صلاح الدين الأيوبي سنة 1968 وهيأ من خلاله مساحة للتعبير الفني الإسلامي الحر.

## أعماله
لوحاته الفنية تدخل متن الفنون الجميلة التشكيلية عِبر بوابة الزخرفة والمهن والصنائع العربية الراقية من خط عربي ورقش وإلى ما هنالك من فنون متصلة بميادين الفنون التطبيقية، مأخوذة على الدوام بجماليات الخط العربي في أنواعه المتعددة ولاسيما الكوفي المتنوع، مُنحازة لعبارات مُستعارة من نصوص القرآن الكريم، وبما تحتوى من إضافات لونية متجانسة ومتممة، تُعطي لأعماله خصوصية في التأليف الفني والتفكير الجمالي، ونكهة تفرد مهني وتقني وتُثير في المتلقي بعضاً من الاهتمام والتأمل.
يجمع في أعماله ما بين سمات وخصائص الزخرفة العربية الإسلامية التقليدية المسكوبة في قوالب فنية متوحدة المظهر الجمالي، تجسد ملامح خصوصيته في التعبير والتوصيل، وإيجاد مسارات عمل مُتقن جامع لمدارات الوحدة العضوية المتماسكة، من زخارف وخطوط وملونات، تعتمد المتوالي والمكرر، والتجانس والمُقابلة، والالتقاء والإحاطة في مجموع مدوناتها الشكلية الحاضنة لمساحة هندسية مقصودة في رمزيتها ودلالاتها في الزخرفة العربية الإسلامية.

## تكريم بعد وفاته
في تموز 2014 أطلقت مؤسسة فلسطين الدولية وجمعية البيارة الثقافية في العاصمة الأردنية عمان على الدورة الثالثة من «جوائز فلسطين الثقافية» التي خصصت في ذلك العام للفن التكشيلي.